# Catedral de Nuestra Señora de la Corteza (Acarigua)
La Catedral de Nuestra Señora de la Corteza también llamada Catedral de Acarigua o bien Parroquia Catedral Nuestra Señora de la Corteza es el nombre que recibe un edificio religioso que pertenece a la Iglesia católica y se encuentra ubicado en la localidad de Acarigua-Araure en el Estado Portuguesa en la región llanera del país sudamericano de Venezuela.
Funciona como la sede de la diócesis de Acarigua (Dioecesis Acariguaruensis) que fue creada el 27 de diciembre de 2002 con la bula Ad satius consulendum del papa Juan Pablo II.
Entre 2007 y 2011 fue sometida a un proceso de restauración que fue posible gracias a los aportes de los fieles católicos y la empresa privada. Como su nombre la indica fue dedicada a la Virgen María en su advocación  de Nuestra Señora de la Corteza, cuya aparición creen los fieles católicos se produjo en un tronco el 11 de febrero de 1702, cuando Venezuela todavía era una colonia Española. La veneración a la virgen de la Corteza solo tuvo aprobación eclesiástica a partir de 1757. 